# Бородулін Ригор Іванович
Ригор Іванович Бородулін (біл. Рыгор Іванавіч Барадулін, Ryhor Ivanavič Baradulin, 24 лютого 1935, хутір Верасовка, Ушацького району, Вітебська область — 2 березня 2014), відомий також як Дядько Ригор — білоруський поет, есеїст і перекладач. Останній Народний поет Білорусі.[джерело?]

## Біографія
Народився в сім'ї Івана Ригоровича і Акуліни Андреївни Бородуліної на хуторі Верасовка (офіційна назва натоді була «Городок ІІ Острів-Сорочинської сільради»), а в 1937 році хутір був зліквідований і сім'ю поета переселили в Ушачі. Дід поета по маминій лінії Андрей Гальвіньш був етнічним латишем. Батько загинув у 1944 році під час німецько-радянської війни у партизанському загоні. Після війни Ригор Бородулін навчався в Ушацькій середній школі (закінчив в 1954), відтак на філологічному факультеті БДУ (закінчив 1959 р.).
Працював редактором у різних періодичних виданнях: газеті «Советская Белоруссия», часописах «Бярозка», «Полымя», а також у видавництвах «Беларусь» (з 1969 р.), «Мастацкая літаратура» (з 1972 р.). Видавництву «Художня література» Ригор Бородулін віддав понад двадцять років, працював редактором, потім завідувачем редакції. У складі державної делегації БРСР брав участь у 39-й сесії Генеральної Асамблеї ООН (1984 р.).
Ригор Бородулін чинний член СБП, один із творців і активних учасників Білоруського ПЕН-центру (1989—1999 рр., президент з 1990 р., віце-президент з 1999 р.). Член Партії БНФ, член Сейму БНФ (з 1989 р.). У 1995—1997 рр.. був у керівництві Білоруського Фонду Сороса.
Одружений з Валянціною Михайлівною Бородуліною. Донька Ілона — художниця. Має онуку Дамініку. Колекціонує слонів і черепах. Ригор Бородулін визнає себе за уніата.

## Погляди

### Політичні
У школі Ригор Бородулін ухилився від участі в піонерському русі: під час запису в організацію Бородулін утік зі школи. Потім про той факт, що він не приєднався до піонерської організації, вчителі забули, тому Ригор Бородулін так і не став піонером. У юності приєднався до комсомолу. Під час трудової діяльності неодноразово відхиляв пропозиції приєднання до лав КПРС.
Наприкінці 1980-х років, під час Перебудови й розвитку пов'язаних із нею національно-відроджувальних рухів у республіках СРСР, був активним учасником громадського руху «Беларускі народны фронт „Адраджэньне“», потім приєднався до Партії БНФ, яка утворилася на фундаменті цього руху. На перших Президентських виборах в історії Білорусі (1994 р.) разом із Василем Биковим активно підтримував Зенона Позняка. Із другої половини 1990-х і дотепер активної участі в політиці не бере. Називає політику «брудною справою». В інтерв'ю висловлює різкі антикомуністичні (переважно антибільшовистські) погляди.

### Релігійні
У дитинстві Григорій Бородулін був похрещений римсько-католицьким священиком. З кінця 1980-х років Бородулін відносить себе до вірян Білоруського Греко-Католицької Церкви (уніатів). При цьому стверджує, що питання конфесійної приналежності не є суттєвим, позаяк «Бог для всіх один». 28 червня 2004 разом з архімандритом Сергієм Гаєком мав особисту авдієнцію з Папою Римським Іоанном Павлом II. Активно працює в жанрі духової лірики.

### Збірки поезії
- Маладзік над стэпам. Мн., 1959 (перавыд. 2010, Мінск);
- Рунець, красаваць, налівацца! Мн., 1961;
- Мех шэрых, мех белых. Мн., 1963;
- Нагбом. Мн., 1963;
- Дойны конь. Мн., 1965;
- Красавік. Мн., 1965;
- Неруш. Мн., 1966;
- Адам і Ева. Мн., 1968;
- Лінія перамены дат. Мн., 1969;
- Экзамен. Мн., 1969;
- Ай! Не буду! Не хачу! Мн., 1971;
- Вяртанне ў першы снег. Мн., 1972;
- Журавінка. Мн., 1973;
- Рум. Мн., 1974;
- Свята пчалы. Мн., 1975;
- Суровая вымова. Мн., 1976;
- Прынамсі… Мн., 1977;
- Што было б тады, калі б? Мн., 1977;
- Абсяг. Мн., 1978;
- Белая яблыня грому. Мн., 1979;
- Вечалле. Мн., 1980;
- Ці пазяхае бегемот? Мн., 1981;
- Паэма прызнання. Мн., 1982;
- Амплітуда смеласці. Мн., 1983;
- Выбраныя творы: У 2 т. Мн., 1984;
- Абразы без абразы. Мн., 1985;
- Азбука не забаўка. Мн., 1985;
- Індыкала-кудыкала. МН., 1986;
- Маўчанне Перуна. Мн., 1986;
- Парастак радка, галінка верша: Артыкулы, эсэ. Мн., 1987;
- Бервенізацыя. Мн., 1988;
- Мудрэц са ступаю. Мн., 1988;
- Вяртанне. Разам з В. Ждановічам. Мн., 1988;
- Кобра ў торбе. Мн., 1989;
- Самота паломніцтва. Мн., 1990;
- Міласэрнасць плахі. Мн., 1992;
- Трэба дома бываць часцей. Мн., 1993;
- Азбука — вясёлы вулей. Мн., 1994;
- Асобы рознай пробы. Мн., 1994;
- Евангелле ад Мамы. Мн., 1995;
- Аратай, які пасвіць аблокі: Эсэ і некананізаваныя ўспаміны. Мн., 1995;
- Слаўлю чысты абрус. Мн., 1996;
- Грышка, Мішка і Шчыпай ехалі на чоўне. Мн., 1996;
- Здубавецце. Мн., 1996;
- Збор твораў: У 4 т. Мн., «Мастацкая літаратура»: т. І — 1996, т. ІІ — 1998, т. ІІІ — 1999, т. IV — 2002;
- Ішоў коця па канапе. Мн., 1997;
- Як воўк калядаваў. Мн., 2000;
- Лісты ў Хельсінкі. Мн., 2000;
- Зорка спагады. Мн., 2000;
- Босая зорка. Мн., 2001;
- Калі рукаюцца душы: Паэзія з прозай. З Васілём Быкавым. Мн., 2003;
- Дуліна ад Барадуліна. Радыё Свабодная Еўропа. Радыё Свабода, 2004;
- Сама пайду дарогаю, голас пашлю дуброваю: Песні матчыны з Вушаччыны. Мн., 2005;
- Ксты. Мн., 2005;
- Ксты/Ksty. Мн., 2006;
- Быць!/To Be! Мн., 2006;
- Рымскі дыпціх. Полацк, 2006;
- Рымскі трыпціх. Роздумы. Полацк, 2006;
- Руны Перуновы. Мн., 2006;
- Ксты. Выданне другое, дапоўненае. Мн., 2006;
- Ксты/Ksty. Выданне другое, дапоўненае. Мн., 2007;
- Выбраныя творы. Беларускі кнігазбор. Мн., 2008;
- Выпаў грук у грома з рук. Мн., 2009;
- Навошта. Мн., 2009;
- Ксты. Выданне трэцяе, дапоўненае. Мн., 2009;
- Халодная памяць вады. Мн., 2010;
- Перакуленае/Опрокинутое. М., 2010;
- «Вяльмуе Бог абраннікаў сваіх». Полацк, 2011;
- Толькі б яўрэі былі!.. Мн., 2011;
- Anima. Мн., 2011;
- Сябры. Мн., 2013;
- Лепей: Рукапісы 1952—2013. Мн., 2013.

### Твори Ригора Бородуліна, перекладеніросійською мовою
- Аист на крыше: Стихи. М., 1966;
- Избранная лирика. М., 1969;
- Раскидач: Весёлые стихи. Мн., 1969;
- Баллада Брестской крепости. Мн., 1975;
- Небо твоих очей: Стихи и поэма. М., 1976;
- Озеро у горизонта: Стихи. М., 1979;
- Праздник пчелы. М., 1980;
- Поэма признания: Стихи и поэмы. Мн., 1982;
- Каждый четвёртый. Стихи. М., 1984;
- Избранное: Стихотворения. Поэмы. 1955—1983. М., 1985;
- Кошки в лукошке: Весёлые стихи и сказки. Мн., 1985;
- Белая яблоня грома: Стихи. М., 1989.

### Твори Ригора Бородуліна, перакладені на інші мови
- Siena laiks. Латиською мовою. Rīga, 1967;
- Kas jōehobu naigutab? Естонською мовою. Tallinn, 1976;
- Свято бджоли. Українською мовою. Київ, 1978;
- Gandras ant stogo. Литовською мовою. Vilnius, 1981;
- Small Anthology of the Poetry by Ryhor Baradulin/Transl. G. Wallace, V. Rich, W. May, P. Tempest. New York, 1984;
- Ei buey negro de mis cuitas… Іспанською мовою. Мн., 1985;
- Święto pszczoły. Польською мовою. Łódź, 1986;
- Valoda. Латишською мовою. Rīga, 1987;
- Järv silmapiiril. Естонською мовою. Tallinn, 1988;
- Трофейная тръба: Лірика. Болгарською мовою. Софія, 1988;
- Ситораи дидор. таджицькою мовою. Душанбе, 1989;
- Kiedy witają się dusze. Annus Albaruthenicus. Год беларускі 2005, ред. С. Яновіч. Крынкі, 2005, с. 315—330. Переклад на польську мову Ч. Сенюха. Лісты 1-22;
- Gdy witają się dusze. Poezija i proza. З Васілём Быкавым. Польською мовою. Переклад Ч. Сенюха. Лісты 1-22;
- Žit! Чеською мовою. Переклад Ф. Соколової. Передмова Вацлава Гавела. Praha, 2006;
- 祈りの風 (Молитва вітру). японською мовою. Переклад Кашина Гоу. Йокогама, 2007.

### Епістолярій
- Листи до Василя Бикова. У кн.: Дажыць да зялёнай травы… Львів, 2008;
- Паслаў бы табе душу… Ліставанне Рыгора Барадуліна з мамай (1954—1971). Мн., 2009.

### Навуково-популярні видання Ригора Бородуліна
- Вушацкі словазбор Рыгора Барадуліна. Мн., 2013.